# Kanton Montauban-6
Kanton Montauban-6 is een voormalig kanton van het Franse departement Tarn-et-Garonne. Kanton Montauban-6 maakte deel uit van het arrondissement Montauban en telde 10 837 inwoners (1999). Het werd opgeheven bij decreet van 27 februari 2014 met uitwerking op 22  maart 2015.

## Gemeenten
Het kanton Montauban-6 omvatte enkel een deel van de gemeente Montauban.